# Andrés Benítez y Perea
Andrés Benítez y Perea (1725-1786) fue un escultor español nacido en la localidad andaluza de Jerez de la Frontera, en la provincia de Cádiz. 

## Obra

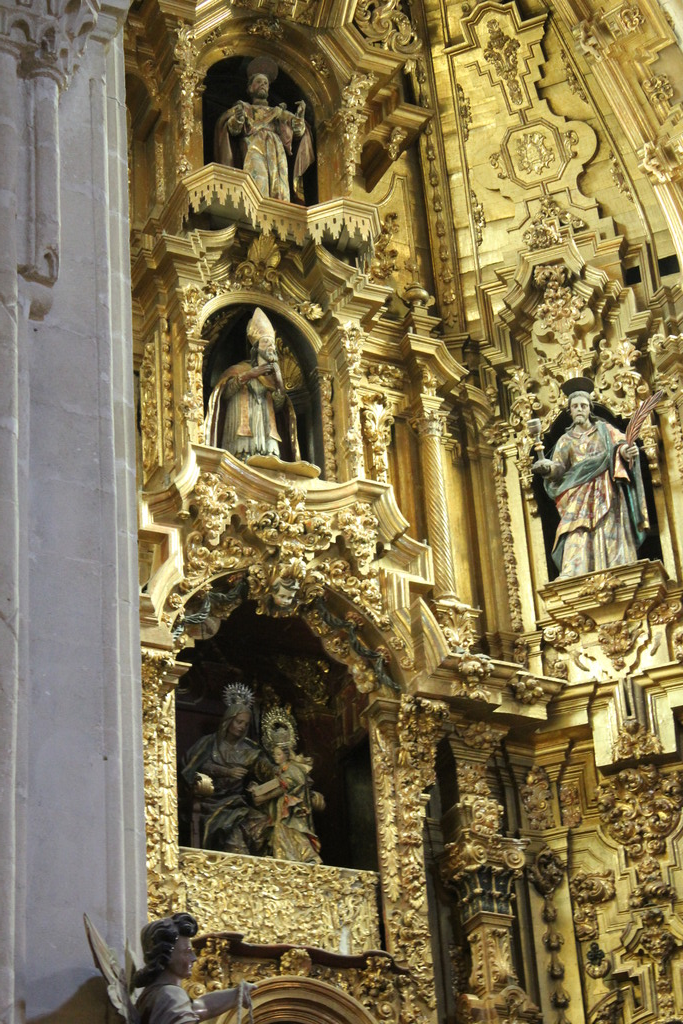
Retablo de la Iglesia de San Dionisio

Su obra está repartida principalmente por localidades de la provincia de Cádiz. Destacan los retablos de:
- Iglesia de Santo Domingo de Jerez de la Frontera.
- Iglesia de San Mateo de Jerez de la Frontera.
- Parroquia de San Dionisio de Jerez de la Frontera.
- Iglesia de San Francisco de Jerez de la Frontera.
- Parroquia de San Pedro de Arcos de la Frontera.
- Basílica de Santa María de Arcos de la Frontera.
- Iglesia del Convento de las Carmelitas Descalzas de Sanlúcar de Barrameda.[1]

Existe un Instituto de Enseñanza Secundaria, con el nombre de este retablista en su localidad natal.